# Saint-Georges-Buttavent
Saint-Georges-Buttavent település Franciaországban, Mayenne megyében. Lakosainak száma 1381 fő (2022. január 1.). Saint-Georges-Buttavent Châtillon-sur-Colmont, Contest, Oisseau, Parigné-sur-Braye, Placé és Saint-Baudelle községekkel határos.

## Népesség
A település népessége az elmúlt években az alábbi módon változott:
| Lakosok száma | 1394 | 1358 | 1309 | 1376 | 1390 | 1418 | 1443 | 1412 | 1396 | 1381 |
|               | 1968 | 1982 | 1990 | 2006 | 2013 | 2015 | 2017 | 2019 | 2020 | 2022 |